# Alkaios
Den här artikeln behandlar poeten Alkaios. För kung Alkaios i grekisk mytologi, se Alkaios (kung)

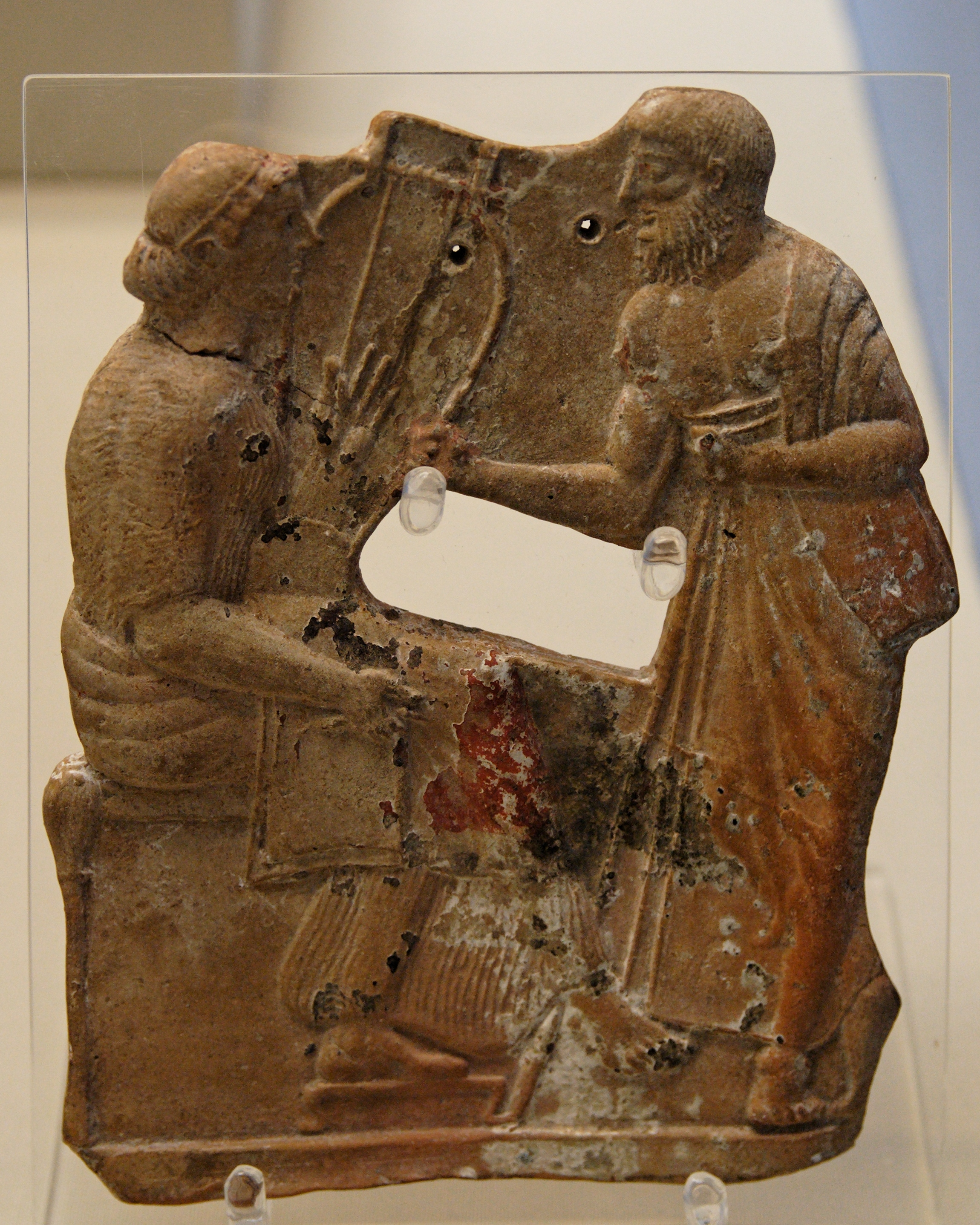
Staty av Alkaios och Sapfo.

Alkaios (grekiska Ἀλκαῖος, latin Alcaeus) från Mytilene på Lesbos, född cirka 620 f.Kr., död cirka 580 f.Kr., var en grekisk poet som skrev lyrik.

Versformen alkaisk strof har uppkallats efter honom. Alkaios skrev om krig, kärlek och vin. Han är kanske mest känd för sina politiska smädesdikter, något som har använts av liberaler på 1800-talet som frihetssånger. Dryckesvisorna har han kanske blivit mest ihågkommen för och det också han som har ansetts mynta den kända latinska frasen "In vino veritas", ofta citerat, vilket översätts "I vinet ligger sanningen".

Nu sänder Zeus en brusande

vinterstorm

från himlen ned, och skogarna

svikta ren

för drivors tyngd. Den bistra

frosten

flodernas slingrande lopp har

hejdat.

Med eld på härden kämpa mot

köldens makt!

Och blanda till i kruset en riklig

dryck,

en honungssöt, och låt din

tinning

mjukt mot den dunmjuka kudden vila.

(Alkaios, översättning Emil Zilliacus)

## Eftermäle
Asteroiden 12607 Alcaeus är uppkallad efter Alkaios.